# サンポ (企業)
サンポ（芬: Sampo Oyj、英: Sampo plc、通称サンポグループ）は、フィンランド・ヘルシンキに本拠を置き、北欧地域の保険会社を中心に運営する企業グループ。ナスダック・ヘルシンキ上場企業（Nasdaq Nordic SAMPO）。

## 沿革
1909年に、様々な種類の保険を一同に取り揃える理念のもとにトゥルクで設立、社名のサンポはフィンランド神話で登場し、塩、食べ物、小麦粉、金などを作り出す機械の名前であるが、ロシア帝国の支配下でフィンランドの国民的アイデンティティが希求された当時のロマン主義的思潮を反映している。木材輸出の活況を反映した森林保険ほか新しい保険商品を発売し順調に成長したが、第一次世界大戦後の内戦で赤軍の占領を受け一時トゥルクでのビジネスを停止した。
戦後は自動車の普及に伴い自動車保険の売れ行きが伸び、1928年にはデンマークの再保険会社と提携関係を結んだ。世界恐慌および続く第二次世界大戦期は財政難の時期であったが、戦後はフィンランドの経済的復興および福祉社会の到来と共に再び業績が拡大、1970年にTarmo相互年金保険会社を買収、1977年には財政難に陥ったフィンランドで最も古い生命保険会社のKalevaを買収した。
1988年1月に株式上場企業となり、1990年代にフィンランドが深刻な景気後退に陥ると、サンポは国内の同業他社を相次いで買収し成長の機会を維持、1997年に生命保険会社Henki-Sampo（Sampo Life、のちのマンダトゥム生命保険）を傘下に設立、続いて2002年にはスウェーデンの保険会社Skandiaとノルウェーの保険会社ストアブランドによって設立された保険会社イフ（If）の主要株主となり、2004年には100％子会社とした。この間、元国営のレオニア銀行と2001年1月に経営統合を行ったが、2006年11月にはデンマークのダンスケ銀行への銀行業務の売却を発表した。2007年6月、本部をヘルシンキに移した。

## 組織構成
- If P&C Insurance Holding Ltd（全株式保有）は、保険会社イフの統括会社にあたり、本拠とするスウェーデンのほか、フィンランド、ノルウェー、デンマーク、バルト三国で営業している。
- マンダトゥム生命保険（Mandatum Life Insurance Company Limited、全株式保有）は、本拠とするフィンランドのほか、ルクセンブルクで営業を行っている。資産運用も取り扱う。
- このほか、2006年以降[1]、ノルデア銀行の株式の約2割を保有し、2011年以降[1]、デンマークの保険会社Topdanmarkの株式の約45％を保有している[5]。